# Symbolanthus huachamacariensis
Symbolanthus huachamacariensis är en gentianaväxtart som beskrevs av J.A. Steyermark. Symbolanthus huachamacariensis ingår i släktet Symbolanthus och familjen gentianaväxter. Inga underarter finns listade i Catalogue of Life.